# Thibaan × BNK48
Thibaan x BNK48 (tiếng Thái: ไทบ้าน x BNK48 จากใจผู้สาวคนนี้, đã Latinh hoá: Jak Jai Pu Sao Nee) là bộ phim Thái Lan ra mắt năm 2020, với sự hợp tác của Sahamongkolfilm cùng BNK48 Films. Phim nằm trong loạt series phim Thibaan kết hợp cùng nhóm nhạc nữ thần tượng BNK48

## Nội dung
Nếu ai yêu thích làng giải trí Thái Lan thì chắc hẳn đều biết đến nhóm nhạc nữ thần tượng BNK48, sau khi ra mắt công chúng vào tháng 2 năm 2017, nhóm nhanh chóng gặt gái được những thành công vang dội. Tuy nhiên, để có được thành quả như ngày hôm nay, tất cả các thành viên đã phải lỗ lực và cố gắng không ngừng nghỉ, tự tạo niềm tin và động lực để phát triển. Và Thibaan × BNK48 sẽ giúp mọi người hiểu hơn về điều này, đây là dự án phim khai thác những ngày đầu tiên trên con đường âm nhạc của nhóm.
Để tạo ra bài hát mới với phong cách đột phá, quản lý nhóm đã quyết định dùng 3 triệu baht để cho 8 thành viên đi học hỏi kỹ năng và kiến thức về Isaan, nơi mà có thể truyền cảm hứng tươi mới đến từng thành viên. Sống ở vùng quê Sisaket và học văn hóa Isaan là một điều hết sức bổ ích cho tất cả nhưng lại không hề dễ dàng khi môi trường và điều kiện sống nơi này không thực sự tốt. Với sự hướng dẫn và chỉ dạy của người hiểu rất rõ về Isaan, họ dần bắt nhịp được với cuộc sống nơi đây và sẵn sàng cho cuộc lột xác ngoạn mục.

## Phân vai
Dưới đây là dàn diễn viên của phim:

### Nhân vật chính
| Diễn viên               | Vai diễn | Ghi chú                                               |
| ----------------------- | -------- | ----------------------------------------------------- |
| Nuttawut Sanyabut       | Jalod    | Thanh niên Thái Lan lớn lên ở vùng quê Sisaket.       |
| Thanadon Buarabat       | Dark     | Thanh niên Thái Lan lớn lên ở vùng quê Sisaket.       |
| Akkharadet Yodjumpa     | Kong     | Thanh niên Thái Lan lớn lên ở vùng quê Sisaket.       |
| Thanwaporn Nasombat     | Kaew     | Cô giáo đang dạy tại một trường học miền quê Sisaket. |
| Nattaphol Pavaravadhana | Job Sang | Quản lý nhóm BNK48                                    |

### Nhóm BNK48
| Diễn viên                    | Vai diễn | Ghi chú   |
| ---------------------------- | -------- | --------- |
| Natruja Chutiwansopon        | Kaew     |           |
| Pimrapat Phadungwatanachok   | Mobile   |           |
| Isarapa Thawatpakdee         | Tarwaan  |           |
| Kanteera Wadcharathadsanakul | Noey     |           |
| Warattaya Deesomlert         | Kaimook  |           |
| Pichayapa Natha              | Namsai   |           |
| Milin Dokthian               | Namneung |           |
| Jiradapa Intachak            | Pupe     |           |
| Miori Ohkubo                 | Miori    | Khách mời |
| Rina Izuta                   | Izurina  | Khách mời |
| Vathusiri Phuwapunyasiri     | Korn     | Khách mời |
| Panisa Srilaloeng            | Mind     | Khách mời |

## Nhạc phim
Phim sử dụng các bài hát của BNK48 làm nhạc phim:
- Single thứ 2- Koisuru Fortune Cookie[1]
  - Koisuru Fortune Cookie
  - Kiss wa dame yo
- Single thứ 8: High Tension (ไฮเทนชัน)[2]
  - จากใจผู้สาวคนนี้ (Jaak Jai Poo Sao Kon Nee)- Mobile thể hiện
  - Dode Di Dong (โดดดิด่ง)- Kaew, Kaimook, Mobile, Namneung, Namsai, Noey, Pupe, Tarwaan thể hiện
- เจ็บสุดท้าย - Bank Thana

## Phát hành
Phim ra mắt công chúng vào ngày 23 tháng 1 năm 2020 trên Netflix

## Giải thưởng
| Năm  | Sự kiện                                        | Hạng mục           | Đề cử                 | Kết quả   | Chú thích |
| ---- | ---------------------------------------------- | ------------------ | --------------------- | --------- | --------- |
| 2020 | YouTube End of Year Result 2020: Thailand      | Bài hát hay nhất   | Dode Di Dong (โดดดิด่ง) | Đoạt giải | Về nhì    |
| 2021 | 29th Thailand National Film Association Awards | Nhạc phim hay nhất | Dode Di Dong (โดดดิด่ง) | Đề cử     | [ 5 ]     |